# Debar
Debar (maced. Дебар, alb. Dibër, Dibra, tur. Debre, gr. Δίβρη - Dibrē, Δίβρα - Dibra) – miasto w zachodniej Macedonii Północnej, u ujścia Radiki do Czarnego Drinu, między pasmami górskimi Dešat, Stogowo, Jablanica i Bistra, nad granicą z Albanią. Ośrodek administracyjny gminy Debar. Liczba mieszkańców - 14 561 osób (74% Albańczyków, 10% Turków (właśc. Torbeszów – macedońskich muzułmanów), 7% Cyganów, 7% Macedończyków) [2002].
Debar jest wspomniany na mapie Ptolemeusza z połowy II wieku n.e. (jako Deborus), w dokumentach z czasów cesarza bizantyjskiego Bazylego II oraz w dokumentach z 1502 (jako Dibri). W 1107 Debar został zdobyty przez armię krzyżową Boemunda z Antiochii. W XIII i w XIV wieku miasto podlegało Despotatowi Epiru, Carstwu Bułgarii, Cesarstwu Bizantyjskiemu i Królestwu Serbii. pod koniec XIV wieku zostało zdobyte przez Imperium Osmańskie. Miasto odgrywało ważną rolę w antytureckim powstaniu Skanderbega w połowie XV wieku. Pod Debarem miały miejsce dwie bitwy zakończone porażkami Turków - 29 kwietnia 1444 i 27 września 1446. Pod koniec XIX wieku Debar liczył 4,2 tys. mieszkańców. W czasach nowożytnych miasto było zaangażowane w albański ruch narodowowyzwoleńczy. Przywódcy debarskich Albańczyków uczestniczyli w założeniu Ligi Prizreńskiej 1 listopada 1878. Na przełomie XIX i XX wieku Debar liczył 15,5 tys. mieszkańców, lecz po I wojnie światowej liczba mieszkańców zaczęła spadać. Po wojnach bałkańskich miasto, po krótkotrwałej okupacji albańskiej, zostało anektowane przez Serbię. W czasie II wojny światowej Debar był okupowany przez Włochy i przyłączony do tzw. Wielkiej Albanii.
W okresie od XVII do XIX wieku Debar słynął z rzeźby w drewnie. Dziełami mistrzów z Debaru jest wiele ikonostasów w cerkwiach całego Półwyspu Bałkańskiego.
Koło Debaru znajdują się dwa zabytkowe monastery: pw. św. Jana Bigorskiego nad Radiką i pw. św. Jerzego Zwycięzcy w Rajčicy.
W okolicy Debaru działa kilka kopalni. W samym mieście działa fabryka gipsu „Radika-Knauf”. Rzemieślnicy miejscy wyrabiają kilimy. Od czasu otwarcia granic Albanii w mieście kwitnie przygraniczny handel.